# Ольга (корвет, 1829)
«О́льга» (з 1830 року — «Ахіо́ло», пізніше — «Месемврі́я») — 24-гарматний корвет, а згодом транспортне судно Чорноморського флоту Російської імперії. Названий на честь доньки імператора Миколи I, великої княжни Ольги Миколаївни.

## Опис
Вітрильний 24-гарматний корвет. Довжина корабля становила 39 метрів, ширина — 10,7 метра, а осадка — 5,3 метра. Корабель названо на честь доньки імператора Миколи I, великої княжни Ольги Миколаївни, оскільки був захоплений у день Рівноапостольної княгині Ольги.

## Історія
Захоплений недобудованим на стапелі десантом брига «Орфей» під час захоплення турецької фортеці і міста Ахіоло 11 липня 1829 року під час російсько-турецької війни 1828—1829 років. Корвет було добудовано і після спуску на воду у вересні 1829 року перейшов до Севастополя і увійшов до складу Чорноморського флоту Російської імперії.
Протягом 1830—1832 років перебував у практичних плаваннях у Чорному морі. У 1833 році в Миколаївському адміралтействі переобладнаний на транспортне судно і перейменований на «Ахіоло», проте до 1834 року перебував на ремонті через отримані під час спуску на воду пошкодження. Корабель мав перегиби за килем близько 0,79 метра. Аби змусити судно не деформувалося на воді, під командуванням підполковника корпусу корабельних інженерів І. Д. Воробйова по всій площі трюму проклали рейдерси і інші види скріплення корпусу.
У 1834 і 1835 роках перебував при Миколаївському порту, а протягом 1836—1841 років виходив у плавання до берегів Кавказу у складі загонів і ескадр, зокрема у 1840 році транспортував необхідну для будування лінійного корабля «Дванадцять апостолів» деревену у Миколаїв. У тому ж році під командуванням контрадмірала М. М. Станюковича брав участь в перевезенні Замоського єгерського полку і роти Чорноморського лінійного батальйону № 3 з Кавказу у Феодосію, куди прибув до 1 вересня.

### Кавказька війна
Брав участь у створенні Кавказької укріпленої берегової лінії. У складі ескадри С. А. Есмонта разом з фрегатами «Анна», «Штандарт», «Агатополь», «Архіпелаг», корветом «Іфігенія», бригами «Поллукс» та «Аякс», шхунами «Гонець» та «Вестовий», транспортом «Чапман» і шістьма зафрахтованими купецькими суднами брав участь у проведення десантної операції на мисі Адлер у червні 1837 року. 
Призначений для висадки загін чисельністю 3754 людини був прикріплений до Сухум-Кале і знаходився під командуванням командира Окремого Кавказького корпусу генерал-ад'ютанта Г. В. Розена. Крім того, в десанті був задіяний і Сводний морський батальон в кількості 445 осіб, яким командував капітан-лейтенант К. С. Кутров.
2 червня 1837 року ескадра висунулася з Сухум-Кале, а 7 червня вишикувалася в бойовий порядок в 250 саженях (533 метри) від берегів Адлеру. Для транспортування десантного загону до берега було задіяно 41 човен, під час спуску яких на воду і подальшого розподілу по них десантних військ, як пише у звіті Г. В. Розен, по ворожих позиціях було відкрито щільний артилерійський вогонь. За твердженнями Розена, бомбардування окопів кавказців змусили їх залишити свої позиції і відступити в ліс.
Під час військової кампанії 1838 року 13 квітня у складі Сухумської ескадри контрадмірала Ф. Г. Артюкова брав участь у висадці десантів, що заснували форт Олександрія в гирлі річки Сочі. Десантний загін на судах перебував під командуванням генерал-майора А. М. Симборського і налічував близько 3500 чоловік. В ніч з 11 на 12 квітня ескадра висунулася з Сухум-Кале і вдень 13 квітня підійшла до гирла річки, де до другої години дня судна вишикувалися в бойовий порядок, а о третій почалася посадка на човни першої групи десантного закону, що складалася з 1600 осіб.
Після розподілу солдатів по човнах було розпочато артилерійську підготовку узбережжя, яка тривала пів години. Відповідно до звіту Ф. С. Артюкова, коли припинився вогонь з фрегата «Бургас» і брига «Меркурій», розташованих на лівому фланзі (а очевидно і з кораблів), десантні шлюпки рушили до берега. Разом з тим, фрегат «Енос» та корвет «Месемврія» продовжували артобстріл із правого флангу. Потужний артобстріл аула засвідчив учасник подій, солдат Еріванського полку А. Х. Рукевич, який при перших залпах морських знарядь спостерігав, «як там забігали жінки в їхніх кольорових плащах, як чоловіки тягли на собі різний скарб і вели худобу».
Попри артобстріл берега з суден ескадри, черкеси, утримавшись «у ровах і завалах», відкрили рушничний вогонь по десантних човнах, що рухалися, і поранили одного з флотських офіцерів. У бою, що спалахнув після висадки, десантний загін зазнав найбільших втрат за 1837—1839 роки, які, згідно зі звітом А. М. Симборського, становили 208 осіб.
10 травня 1840 року брав участь у висадці десанту в гирлі річки Туапсе для захоплення Вельямінівського форту, раніше завойованого кавказцями.
Протягом 1842—1847 років використовувався для перевезення вантажів між портами Чорного моря.

## Командири
- І. М. Скридлов (1829);
- А. А. Тишевський (1830—1832);
- П. С. Плетньов (1834—1835);
- О. К. Безуар (1836—1837);
- І. Г. Арищенко (1838—1839);
- А. Ф. Аркулов (1840);
- І. В. Колесников (1841);
- М. Ф. Іванов (1842—1846);
- С. І. Наумовський (1847).